# Восставший из ада (фильм, 1987)
«Восставший из ада» (англ. Hellraiser) — культовый британский фильм ужасов о сверхъестественном 1987 года, написанный и снятый Клайвом Баркером и спродюсированный Кристофером Фиггом, основанный на новелле Баркера 1986 года «Восставший из ада». Этот фильм стал режиссёрским дебютом Баркера. Его сюжет включает в себя мистическую коробку-головоломку, которая вызывает сенобитов, группу садомазохистских существ из других измерений, которые не могут отличить боль от удовольствия. Лидер сенобитов изображается Дугом Брэдли и идентифицируется в сиквелах как «Пинхед».
«Восставший из ада» был снят в конце 1986 года. Первый публичный показ фильма «Восставший из ада» состоялся 10 сентября 1987 года в кинотеатре Prince Charles Cinema. Фильм собрал всего около 14,6 миллиона долларов.
С момента выхода фильм разделил критиков, но в целом получил высокую оценку; первоначальные обзоры варьировались от Melody Maker, назвавшего его величайшим фильмом ужасов, снятым в Великобритании, до Роджера Эберта, осуждающего его «банкротство воображения». За ним последовали девять сиквелов, в первых семи из которых Брэдли повторил свою роль Пинхеда. Перезагрузка франшизы, также названная «Восставший из ада», была выпущена в 2022 году.

## Сюжет
Фрэнк Коттон, мелкий преступник-гедонист, покупает на восточном базаре у торговца старинную шкатулку-головоломку. Фрэнк уверен, что эта шкатулка даст ему доступ к неким «неописуемым удовольствиям». В действительности она является ключом к вратам ада; всякий, кто её откроет, становится добычей демонов-сенобитов, удовольствием для которых являются боль, пытки и страдания. Вернувшись домой, Фрэнк открывает шкатулку. Тут же появившиеся сенобиты во главе с Пинхедом разрывают его тело на части, а затем возвращаются в ад.
Старший брат Фрэнка Ларри вместе с женой Джулией решают переехать в дом, где жил и бесследно исчез Фрэнк. Во время переезда Ларри случайно ранит руку. Его кровь, пролившаяся на пол чердака, возвращает к жизни Фрэнка, похожего на скелет. Ночью его обнаруживает Джулия. Как выяснилось, в прошлом они с Фрэнком были любовниками. Фрэнк напоминает Джулии об их близости и требует помочь: чтобы завершить восстановление тела, ему необходима человеческая кровь.
В следующие дни Джулия знакомится с мужчинами, приводит их домой и убивает. С каждым убитым Фрэнк становится всё больше похож на сформировавшегося человека. Ларри, обеспокоенный странным поведением Джулии, просит свою дочь Кёрсти присмотреть за ней, и Кёрсти становится свидетельницей того, как Джулия приводит в дом третью жертву. Поднявшись за ними на чердак, Кёрсти обнаруживает обескровленное тело мужчины и Фрэнка. Фрэнк пытается надругаться над племянницей, но той удается бежать, прихватив с собой шкатулку. На улице Кёрсти становится плохо, и её отвозят в больницу. Находясь в палате, Кёрсти исследует и открывает шкатулку, тем самым призвав сенобитов; в панике она рассказывает демонам, что знает о Фрэнке и готова помочь вернуть его в обмен на свою жизнь. Сенобиты отвечают, что если Фрэнк сам произнесёт своё имя, они, возможно, отпустят её. Тем временем Джулия уговаривает Фрэнка бежать, но для этого ему нужна кожа. Фрэнк и Джулия решают убить Ларри и снять с него кожу.
Когда Кёрсти возвращается домой, её встречает отец, который говорит, что убил Фрэнка. На чердаке она находит тело без кожи. Появившиеся сенобиты говорят, что им нужен человек, сделавший это. Кёрсти бежит вниз предупредить родных об опасности, но когда Ларри произносит: «Иди к папочке!», любимую фразу Фрэнка, девушка понимает, что перед ней Фрэнк. Кёрсти убегает, но её хватает Джулия. Фрэнк наносит удар ножом Кёрсти но попадает в Джулию. Преследуя Кёрсти по дому, он говорит: «Все хорошо! Твой дорогой дядя Фрэнк здесь!». Эта фраза становится роковой. Как только Фрэнк произносит своё имя, сенобиты выходят из тени. Узнав сбежавшего пленника, они разрывают его цепями, после чего решают забрать с собой и Кёрсти. В последний момент девушка догадывается, что для изгнания демонов нужно разобрать шкатулку, вернув её первоначальный вид. Ей удаётся сделать это, сенобиты возвращаются в ад, а дом Фрэнка загорается и рушится.
В финале фильма Кёрсти на пустыре бросает шкатулку в горящую груду мусора, но тут появляется бродяга (который заходил в зоомагазин, где работает Кёрсти) и выхватывает шкатулку из огня. Его телесная оболочка сгорает, и он оказывается демоном; держа шкатулку в лапах, он улетает. В последней сцене торговец, когда-то продавший шкатулку Фрэнку, беседует с новым покупателем.

## В ролях
- Эндрю Робинсон — Ларри Коттон (в книге — Рори Коттон)
- Клэр Хиггинс — Джулия Коттон
- Шон Чэпмен — Фрэнк Коттон (человек)
- Эшли Лоренс — Кёрсти Коттон, дочь Ларри Коттона (в книге — она не дочь Рори Коттона, а их с Джулией подруга)
- Оливер Смит — Фрэнк Коттон (монстр)
- Даг Брэдли — Пинхед (гвоздеголовый сенобит)
- Николас Винс — Чейтер (стучащий зубами сенобит)
- Саймон Бэмфорд — Баттербол (толстый сенобит)
- Грэйс Кирби — Фимейл (женщина-сенобит)

## Производство
Наложение грима на Дага Брэдли, сыгравшего роль Пинхеда, занимало шесть часов. Кинолента снималась в настоящем доме, за исключением сцен на чердаке. Теснота комнат ограничивала съёмочную группу. По требованию продюсеров, действие фильма, изначально снятого как британская история, было перенесено в США: в связи с этим картину пришлось переозвучивать, чтобы актёры говорили с американским акцентом.

## Сенобиты
Сенобиты — существа из других измерений, которые появляются в новелле «Адское сердце», сиквелах «Алые Евангелия» и «Восставший из ада: Плата», а также в одиннадцати фильмах «Восставший из ада». Они принадлежат к религиозной секте в аду, известной как Орден Разрезов, называя себя «исследователями дальних областей опыта» и даруя садомазохистские удовольствия тем, кто их призывает. Автор Дэвид Маквильям отмечает, что сенобиты описаны в книге более явно в сексуальных терминах по сравнению с их изображениями в экранизациях. Джулия, которую играет Клэр Хиггинс, была выбрана Баркером, чтобы продолжить сериал в качестве главного антагониста после «Восставшего из ада 2», сведя сенобитов к второстепенной роли. Однако фанаты сплотились вокруг Пинхеда как прорывного персонажа, и Хиггинс отказалась вернуться в сериал. В «Энциклопедии литературных и кинематографических монстров Эшгейта» Дэвид Маквильям пишет, что сенобиты «обеспечивают преемственность в сериале, поскольку истории становятся все более автономными по своему характеру».

## Саундтрек
Первоначально Баркер хотел, чтобы музыка для фильма исполнялась группой электронной музыки Coil, но New World отвергла это предложение. Затем редактор Тони Рэндел предложил Кристофера Янга в качестве замены Coil для музыки к фильму. Ранее Янг писал музыку к другим фильмам ужасов, таким как американский слэшер 1985 года «Кошмар на улице Вязов 2: Месть Фредди» и фильм Тоуба Хупера 1986 года «Захватчики с Марса».
Музыка для «Восставшего из ада» была выпущена в 1987 году. AllMusic заявил, что музыка доказала, что Кристофер Янг «не использовал все свои идеи для жанра ужасов» и что Янг соединил «стильный внешний вид Баркера с готической музыкой, смешанной с захватывающими синтезаторными эффектами». Музыка, которую Coil записала в качестве демо для своей версии партитуры, позже была выпущена как The Unreleased Themes для «Восставшего из ада».
| «Восставший из ада»                | «Восставший из ада»                |
| Музыка к фильму от Кристофера Янга | Музыка к фильму от Кристофера Янга |
| ---------------------------------- | ---------------------------------- |
| Дата выхода                        | 1987                               |
| Длительность                       | 42:40                              |
| Лэйбл                              | Silva Screen                       |

## Критика

### Критический ответ
В современных обзорах в Соединённом Королевстве Time Out London назвал фильм «ослепительным дебютом Баркера», который «создает такую атмосферу ужаса, что удивительные декорации просто взрываются в цепной реакции кумулятивной интенсивности» и пришел к выводу, что фильм был «серьезным, умным и тревожным фильмом ужасов». Daily Telegraph заявила, что «Баркер достиг высокой степени угрозы». Melody Maker назвал его «лучшим фильмом ужасов, когда-либо снятым в Великобритании». Ким Ньюман, пишущая для Ежемесячного бюллетеня фильмов, отметила, что «наиболее поразительным аспектом фильма является его серьёзность тона в эпоху, когда фильмы ужасов (в частности, „Кошмар на улице Вязов“ или „Зловещие мертвецы“) имеют тенденцию быть в целом комичными». На агрегаторе рецензий Rotten Tomatoes «Восставший из ада» имеет рейтинг одобрения 70 % на основе 53 обзоров критиков со средней оценкой 6,5 из 10. Консенсус гласит: «Поднятый дьявольски уникальным видением сценариста-режиссёра Клайва Баркера, „Восставший из ада“ предлагает тревожное — и садистски умный — альтернатива бессмысленной крови». В начале 2010-х Time Out провел опрос нескольких авторов, режиссёров, актёров и критиков, которые работали в жанре ужасов, чтобы проголосовать за их лучшие фильмы ужасов. Восставший из ада занял 80-е место в списке «100 лучших фильмов ужасов всех времен».

## Награды и номинации
- 1988 — «Международный фестиваль фантастического кино Fantasporto» — приз критики.
- 1988 — «Фестиваль фантастических фильмов в Авориазе» — приз в разделе «страх».
- 1988 — «Сатурн» — номинации: лучший фильм ужасов, лучшая музыка, лучший грим.

## Саундтрек
Композитор Кристофер Янг
1. «Hellraiser» — 1:43
2. «Resurrection» — 2:32
3. «Hellbound Heart» — 5:05
4. «The Lament Configuration» — 3:31
5. «Reunion» — 3:11
6. «A Quick Death» — 1:16
7. «Seduction and Pursuit» — 3:01
8. «In Love’s Name» — 2:56
9. «The Cenobites» — 4:13
10. «The Rat Race Slice Quartet» — 3:15
11. «Re-Resurrection» — 2:34
12. «Uncle Frank» — 2:59
13. «Brought on by Night» — 2:18
14. «Another Puzzle» — 4:06

Общая продолжительность: 42:40

## Продолжения
Фильм имеет девять сиквелов, снятых разными режиссёрами на разных киностудиях. В нескольких из них указано, что персонажи созданы Клайвом Баркером. Другого отношения к этим фильмам писатель не имеет. Последний сиквел снят в 2018. Почти во всех этих фильмах роль Пинхэда сыграл английский актёр Даг Бредли и только в «Откровении» его подменил Стефан Коллинз, а в «Приговоре» роль Пинхэда сыграл Пол Т. Тейлор.

## Ремейк
В ноябре 2006 года был анонсирован ремейк от студии Dimension Films. Французский режиссёр Паскаль Лугье был назначен режиссёром фильма , но позже был снят с проекта из-за творческих расхождений с продюсерами. Лугье хотел, чтобы его фильм был мрачным и серьёзным, тогда как продюсеры хотели, чтобы фильм был максимально коммерчески выгодным и ориентированным для подростковой аудитории.
В октябре 2007 года было объявлено, что французские кинематографисты Жюльен Мори и Александр Бустилло подготовят сценарий и снимут ремейк. В 2011 году дуэт обсудил с продюсерами причины, которые в конечном итоге привели к их отходу от проекта. Как сказал Мори: «Проблема заключалась в том, что мы не могли согласовать сценарий со студией. Это очевидно, почему. Мы хардкорные поклонники оригинала, и хотели быть уважительными к вселенной Клайва Баркера, но Боб Вайнштейн, имеет свое видение фильма и хочет фильм, который бы понравился самой широкой аудитории. Для нас это было не так, невозможно сделать то, что может быть и тем и другим».
20 октября 2010 года было официально объявлено, что Патрик Люссье и Тодд Фармер назначены режиссёрами, которые займутся ремейком. История фильма будет отличаться от оригинального фильма, поскольку Люсьер и Фармер, из уважения к работе Клайва Баркера, не хотели простого пересказа оригинальной истории. Фильм бы имел акцент на мире и функции головоломки. Люсьер и Фермер отказались от подростко-ориентированного фильма, заявив «Если мы будем делать Восставшего из Ада, у него будет рейтинг R, если они хотят сделать PG-13, тогда они должны избавиться от нас». В 2011 году Фармер подтвердил, что и он и Люсьер выбыли из проекта.
24 октября 2013 года Клайв Баркер опубликовал на своей официальной странице в Facebook, что он лично будет писать ремейк, и что он уже заключил сделку со студией Dimension Films Боба Вайнштейна. Он также заявил, что в фильмах будут использованы классические спецэффекты, а не CGI-эффекты, а также Даг Бредли вернётся в качестве Пинхеда. 18 марта 2017 года Клайв Баркер сообщил, что производство фильма не сдвинулось с места: «Сценарий был написан и передан в Dimension Films несколько лет назад. Это было последнее, до появления новостей о сиквеле (Восставший из ада 10: Приговор)».